# کری کرالی
کری کرالی (انگلیسی: Carrie Crowley؛ زادهٔ ۲۳ مهٔ ۱۹۶۴) بازیگر و مجری تلویزیون اهل ایرلند است.
از فیلم‌ها یا برنامه‌های تلویزیونی که وی در آن نقش داشته است، می‌توان به وایکینگ‌ها اشاره کرد.